# Mitarbeitervertretungsgesetz
Das Kirchengesetz über Mitarbeitervertretungen in der Evangelischen Kirche in Deutschland (MVG-EKD) ist ein Kirchengesetz zur Regelung der Mitarbeitervertretungen in Dienststellen der Diakonie innerhalb der Evangelischen Kirche in Deutschland und der Gliedkirchen.
Artikel 140 des Grundgesetzes für die Bundesrepublik Deutschland (GG) in Verbindung mit Art. 137 Weimarer Reichsverfassung (WRV) gewährt ein kirchliches Selbstbestimmungsrecht, das auch das Arbeitsrecht der Kirchen umfasst. Das Betriebsverfassungsgesetz (BetrVG) und das Bundespersonalvertretungsgesetz (BPersVG) gelten nicht für kirchliche Einrichtungen (§ 118 Abs. 2 BetrVG, § 1  Abs. 2 BPersVG).
In der katholischen Kirche wird die entsprechende Regelung als „Mitarbeitervertretungsordnung (MAVO)“ bezeichnet. Die Rahmenordnung der Deutschen Bischofskonferenz ist eine Musterordnung. Sie hat nur empfehlenden Charakter und entfaltet keine unmittelbaren Rechtswirkungen. In den (Erz-)Bistümern gilt die Fassung der Mitarbeitervertretungsordnung, die der jeweilige Diözesanbischof verabschiedet hat.

## Geschichte
1992 hat die Synode der Evangelischen Kirche in Deutschland (EKD) ein Kirchengesetz über Mitarbeitervertretungen in der Evangelischen Kirche in Deutschland (MVG.EKD) erlassen, das für die Evangelischen Kirchen in Deutschland und für die Diakonischen Werke der EKD galt. 
Dieses Mitarbeitervertretungsgesetz (MVG EKD) haben 17 evangelische Gliedkirchen übernommen. Die Konföderation evangelischer Kirchen in Niedersachsen (ohne die Evangelisch-reformierte Kirche (Landeskirche)) und die Evangelische Landeskirche in Württemberg haben eigene Mitarbeitervertretungsgesetze in Anlehnung an das MVG.EKD geschaffen. Mit Abweichungen hat die Evangelische Kirche in Hessen und Nassau (EKHN) bereits 1988 ein eigenes Mitarbeitervertretungsgesetz geschaffen. 2012 wurde durch das MVG-Anwendungsgesetz Diakonie (MVG.DW) für die Diakonie in Hessen auch das MVG.EKD übernommen. 
Eine modifizierte Form des MVG EKD wendet auch die Selbständige Evangelisch-Lutherische Kirche (SELK) und die Heilsarmee in Deutschland an.
Am 12. November 2013 wurde ein „Zweites Kirchengesetz über Mitarbeitervertretungen in der Evangelischen Kirche in Deutschland 2013 (Mitarbeitervertretungsgesetz der EKD – MVG-EKD)“ herausgegeben und löste die bisherige Fassung ab.
Die 12. Synode der Evangelischen Kirche in Deutschland hat auf ihrer 5. Tagung  am 14. November 2018 in Würzburg das Erste Kirchengesetz zur Änderung des Mitarbeitervertretungsgesetzes der EKD beschlossen. Dieses Änderungsgesetz ist am 1. Januar 2019 in Kraft getreten. Neben durch Bundes- und Europarecht bedingten redaktionellen Änderungen hat die Novelle vor allem die sog.  ACK-Klausel gestrichen, also die Bestimmung, dass ein Mitglied einer Mitarbeitervertretung immer auch Mitglied in einer Mitgliedskirche der Arbeitsgemeinschaft Christlicher Kirchen (ACK) sein muss. Dies geschah vor dem Hintergrund des Urteils des Bundesarbeitsgerichts vom 25. Oktober 2018, wonach im Hinblick auf die EU-Gleichbehandlungsrahmenrichtlinie eine unterschiedliche Behandlung wegen der Religion oder der Weltanschauung bei der Beschäftigung durch Religionsgemeinschaften nur zulässig ist, wenn eine bestimmte Religion nach der Art der Tätigkeiten eine wesentliche, rechtmäßige und gerechtfertigte berufliche Anforderung darstellt.

## Grundsatz
Das MVG gilt für Mitarbeiter der Dienststellen kirchlicher Körperschaften, Anstalten und Stiftungen der Evangelischen Kirche in Deutschland (EKD), der Gliedkirchen sowie ihrer Zusammenschlüsse und der Einrichtungen der Diakonie (Evangelisches Werk für Diakonie und Entwicklung (EWDE) sowie die gliedkirchlichen Diakonischen Werke und die ihnen angeschlossenen selbständigen Werke, Einrichtungen und Geschäftsstellen).
Für Einrichtungen der Diakonie, die rechtlich nicht selbstständige Einrichtungsteile in mehreren Gliedkirchen unterhalten, gilt dieses Kirchengesetz in der für die Evangelische Kirche in Deutschland geltenden Fassung, soweit das gliedkirchliche Recht dem nicht entgegensteht, nach § 1 Abs. 2a MVG-EKD. Andere kirchliche und freikirchliche Einrichtungen, Werke und Dienste im Bereich der evangelischen Kirchen können dieses Kirchengesetz aufgrund von Beschlüssen ihrer zuständigen Gremien anwenden gemäß dem § 1 Abs. 3 MVG-EKD.

## Inhalt
Es werden Mitarbeitervertretungen auf vier Jahre gewählt, deren Mitglieder vor ordentlicher Kündigung geschützt sind. Die Mitarbeitervertretungen haben Informations- und Mitwirkungsrechte. Sie können Dienstvereinbarungen abschließen und bestimmte Maßnahmen durch Verweigerung ihrer Zustimmung verhindern.
Streitigkeiten aus dem Mitarbeitervertretungsgesetz unterliegen der Kirchengerichtsbarkeit. Hierfür sind in den Landeskirchen Kirchengerichte bzw. kirchengerichtliche Schlichtungsstellen und bei der EKD der Kirchengerichtshof der Evangelischen Kirche in Deutschland eingerichtet. Für Mitarbeiter der EKD gibt es als erstinstanzliches Gericht das Kirchengericht der Evangelischen Kirche in Deutschland, dem auch die Landeskirchen für ihre Mitarbeiter die Aufgaben eines erstinstanzlichen Gerichts zuweisen können.